# Opalkronad tangara
Opalkronad tangara (Tangara callophrys) är en fågel i familjen tangaror inom ordningen tättingar.

## Utseende
Opalkronad tangara är en vacker tangara i blått och svart med bjärt gräddvitt på hjässa och undergump. Jämfört med liknande opalgumpad tangara är den vitaktig även på hjässan och har blå, ej röd buk.

## Utbredning och systematik
Fågeln förekommer från sydöstra Colombia till norra Bolivia och västra Amazonområdet i Brasilien. Den behandlas som monotypisk, det vill säga att den inte delas in i några underarter.

## Status och hot
Arten har ett stort utbredningsområde, men tros minska i antal, dock inte tillräckligt kraftigt för att den ska betraktas som hotad. Internationella naturvårdsunionen IUCN listar arten som livskraftig (LC).